# Trivial Pursuit (programa de televisión)
Trivial Pursuit fue un concurso de televisión presentado por Silvia Jato y emitido por la cadena de televisión Veo7 desde 2011. Está basado en el juego de mesa del mismo nombre.
Aunque inicialmente iba a ser emitido por Antena 3, finalmente los derechos fueron comprados por la actual cadena en la que se emite. Está coproducido junto a Four Luck Banana.
La mecánica del programa es parecida al juego de mesa, tres concursantes contestan preguntas sobre seis temas diferentes, y uno de ellos —cuatro en total— representa a España. Hay tres fases en el concurso más la fase final en la que participa el concursante que haya ganado los seis quesitos contra España, que aunque no responde preguntas, si tiene derecho al bote —no al bote de todos los programas, sino al bote acumulado en ese programa en concreto.
El programa finalizó con el cese temporal de emisiones de la cadena Veo7.

## Historia
Inicialmente los derechos de adaptación de este programa en España los tenía Antena 3 pero finalmente Veo7 consiguió los derechos del programa que fue estrenado el 24 de enero de 2011. El programa es una coproducción de Veo7 junto con la productora Four Luck Banana. El programa es presentado por Silvia Jato.
En 2025, RTVE compró los derechos del formato americano de 2024 para realizar una nueva versión para las tardes de La 1 que será presentada por Egoitz Txurruka. 

## Mecánica
En plató hay cuatro concursantes jugando, y España también juega con representantes de espectadores que van por la calle, y uno que participa en el programa a través de una pantalla de vídeo donde se anuncian los temas de las preguntas. Los que participan desde la calle formulan algunas preguntas a través de un vídeo a los concursantes de plató y son justo estas las que dan quesitos, los concursantes deben acertar las seis categorías de quesito, como en el juego, para pasar a la fase final. Cuando un concursante de plató falla una pregunta de quesito, los 50€ que vale la pregunta pasan al bote de España y si la acierta pasa al bote de plató que es común a los tres concursantes.
En la primera ronda hay dos tipos de preguntas, como en el juego, una de quesito y otra normal, que sirve para acumular dinero en el bote. Cuando se acierta una pregunta, de cualquiera de los dos tipos, el concursante sigue contestando hasta que falla una pregunta, en este caso, se realiza una pregunta que para responder hay que dar a un pulsador antes que el otro concursante. Un concursante se clasifica cuando obtiene tres quesitos, el primero que lo consigue queda clasificado para la segunda ronda.
En la segunda ronda eliminatoria quedan dos concursantes, en esta parte el que primero consigue los tres quesitos se clasifica para la ronda final. La mecánica es la misma que en la primera ronda, preguntas de quesito y preguntas normales, pero aquí solo las de quesito dan dinero al bote. En el caso de que falle un concursante existe el rebote, es decir, el otro concursante tiene derecho a responder.
En la tercera parte eliminatoria participan los dos clasificados en las etapas anteriores y se decide quien accede a la última fase, llamada «Todo o nada». Esta vez hay que conseguir los tres quesitos que quedan para rellenar la ficha. Las preguntas siguen siendo del mismo tipo, Silvia Jato las hace en el plató sin dinero para el bote, y las que realiza el público desde la calle llevan quesito y dinero para el bote. Si un concursante falla una pregunta normal, no hay rebote, en cambio si es de quesito sí que lo hay.
La última etapa del concurso llamada «Todo o nada» se inicia cuando uno de los concursantes consigue un quesito de las diferentes categorías. El que accede a esta fase puede llevarse el bote del programa si acierta todas las preguntas, que a fecha de 6 de abril de 2011 para el final del programa sumaba 39600€.[actualizar] Cada pregunta tiene un valor asignado desde 50€ al bote, si falla el concursante de plató el dinero va para España, y al final el que tenga más dinero gana el concurso y el dinero acumulado en ese programa. Para volver concursar en el siguiente programa solo puede tener un fallo, si tiene más no puede volver al día siguiente.
Preguntas
Las preguntas de quesito están compuestas por la siguiente categoría y color:
| Color | Tema                 |
| ----- | -------------------- |
|       | Geografía            |
|       | Espectáculos         |
|       | Historia             |
|       | Artes                |
|       | Ciencia y naturaleza |
|       | Deporte              |